# 나자프주
나자프주(아랍어: النجف)는 이라크 남부에 위치한 주로 주도는 나자프이며 면적은 28,824km2, 인구는 1.477.134명(2013년 기준)이다. 안바르주, 무탄나주, 카르발라주, 바빌주, 카디시야주와 접하며 남쪽으로는 사우디아라비아와 국경을 접한다. 1976년 이전까지는 카디시야주의 일부였다.
나자프(나자프주의 주도)와 쿠파는 시아파 무슬림들의 성지로 여겨지고 있으며 시아파 무슬림은 나자프주 인구의 대다수를 차지한다.